# Syringopais temperatella
Syringopais temperatella is de enige vlinder in de monotypische familie Syringopaidae Hodges, 1998. De wetenschappelijke naam van de soort is, als Oecophora temperatella, voor het eerst geldig gepubliceerd in 1855 door Julius Lederer.
Deze vlinder komt voor in het oosten van Europa in landen aan de Middellandse Zee (Griekenland, Turkije, Cyprus) en in het Nabije Oosten.
De larven zijn bleek, met een donkerbruine kop. Het zijn bladmineerders die leven van Hordeum en Triticum-soorten. Ze kunnen een plaag vormen. De verpopping vindt plaats in de grond.

## Andere combinaties
- Scythris temperatella (Lederer, 1855)

## Synoniemen
- Nochelodes xenicopa Meyrick, 1920
- Oecophora fuscofasciata Stainton, 1867
- Butalis ochrolitella Staudinger, 1870

## Syringopais
De naam van het geslacht werd in 1919 gepubliceerd door Erich Martin Hering. Een jaar later werd door Edward Meyrick de naam Nochelodes gepubliceerd, gebaseerd op de op dat moment nieuw door hem beschreven en benoemde Nochelodes xenicopa Meyrick, 1920. Die  soort bleek later dezelfde te zijn als Oecophora temperatella van Lederer, waarmee Nochelodes een synoniem werd voor de oudere naam Syringopais.

## Syringopaidae
De soort is als Scythris temperatella ingedeeld geweest bij de onderfamilie dikkopmotten (Scythridinae) in de familie van de grasmineermotten (Elachistidae). Het geslacht Syringopais is ook een plaats toebedeeld geweest in de onderfamilie Deocloninae, nu een onderfamilie van de dominomotten (Autostichidae). Beide families maken deel uit van de superfamilie Gelechioidea. In 1998 creëerde Ronald W. Hodges in dezelfde superfamilie de aparte familie Syringopaidae voor het monotypische geslacht. Een jaar later maakte hij er de onderfamilie Syringopainae van de familie sikkelmotten (Oecophoridae) van. Bij de revisie van Van Nieukerken et al. (2011) heeft dit taxon weer de status van aparte familie.